# Ah... Si tu pouvais fermer ta gueule...
Ah... Si tu pouvais fermer ta gueule... est un single de Patrick Sébastien sorti en 2008.
Le titre de la chanson s'adresse aux politiciens (et notamment à Nicolas Sarkozy, alors président de la République,), aux débatteurs et à lui-même.
La mélodie a été composée avec le guitariste Philippe Marfisi en moins d'une heure.
Le single obtient un grand succès sur Internet et s'écoule à plus de 200 000 exemplaires.
En 2015, à l'occasion de l'émission C'est votre vie !, la chanson est reprise non sans humour par la chanteuse à voix Lara Fabian.